# Alžírský cestovní pas

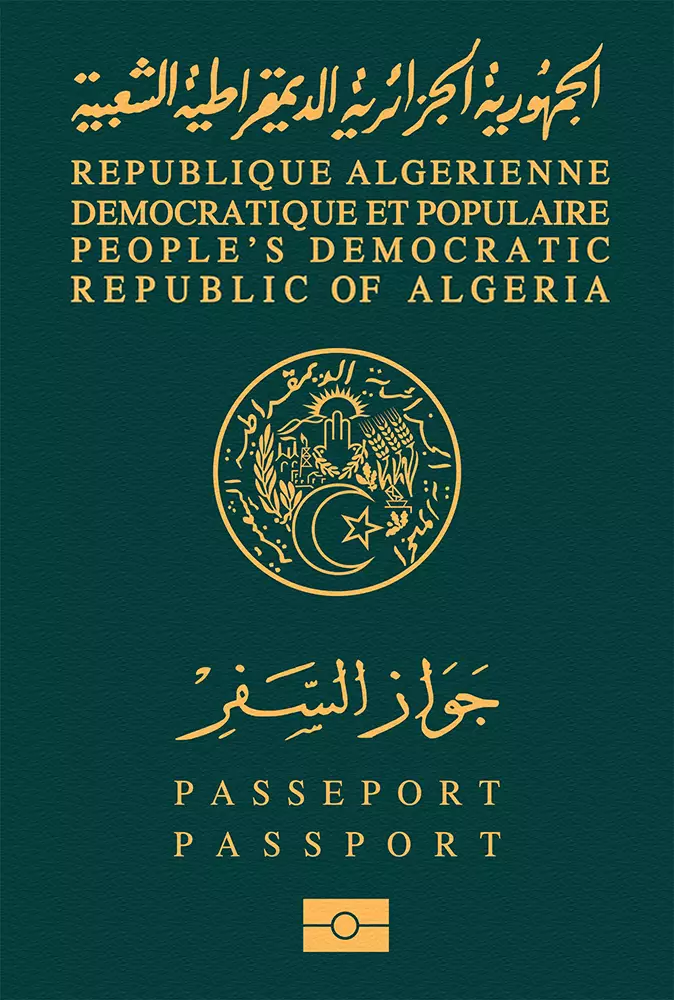
Alžírský cestovní pas

Alžírský cestovní pas je dokument vydávaný alžírským občanům, který slouží též jako doklad totožnosti v Alžírsku. Kromě toho, že pas umožňuje držiteli cestovat do zahraničí a slouží jako označení alžírského občanství, usnadňuje také zajištění pomoci od alžírských konzulárních úředníků v zahraničí. Cestovní pas stojí 6 000 alžírských dinárů (987,08 korun českých) a je platný 10 let.

## Biometrický pas
Biometrické pasy se začaly vydávat 5. ledna 2012.

### Fyzický vzhled
Datová stránka pasu je z pevného polykarbonátového plastu a obsahuje zapuštěný mikročip, ve kterém jsou uloženy biometrické údaje držitele včetně otisků prstů, fotografie a podpisu. Data jsou extrahována z čipu pomocí bezdrátové technologie RFID.
Fotografii na stránce lze naskenovat, odpovídá na ni a je reaktivní vůči UV záření. Ve spodní části datové stránky má alfanumerický kód, který je strojově čitelný pomocí optických skenerů. Kód zahrnuje mikrotisk, holografické obrázky, obrázky viditelné pouze UV světlem, filigrány a další detaily.
Data jsou psána v arabštině, angličtině a francouzštině.

## Vízové požadavky

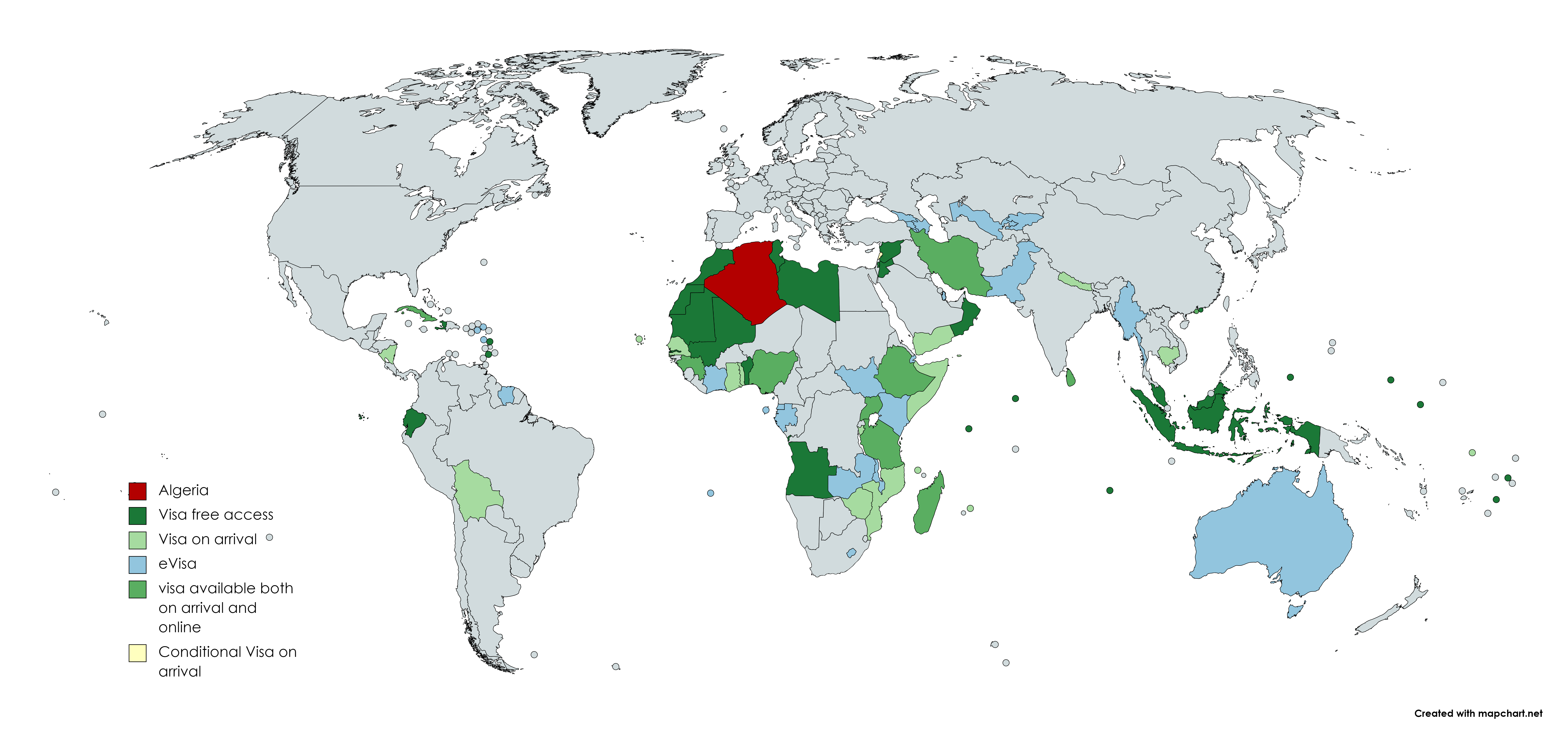
Vízové požadavky Alžírských občanů

Alžírští občané mají bezvízový nebo vízový přístup při příjezdu do 50 zemí a území, což je řadí na 91. místo na světě podle indexu Henley Passport Index Q1 2022. Podle Arton Capital je také na 50. místě ze 67. Index pasu .